# 大学コンソーシアム佐賀
大学コンソーシアム佐賀（だいがくコンソーシアムさが、英称：The Consortium Universities in Saga）は、佐賀県内に大学を置く大学で構成された大学連合体を運営している組織の名称である。

## 概要
設立趣旨として、その目的を『各大学等の個性と特色を尊重しながら、相互に連携・協力していくことで、大学等全体の教育・研究の質的向上と発展を実現し、地域における高等教育力の活性化を図る。さらに、行政や産業界と連携しながら、地域社会の教育・文化の向上、発展に貢献することで活力ある社会・地域づくりに寄与する。』と掲げ、平成20年度からは、文部科学省の「戦略的大学連携支援事業」にも採択されている。

## 構成大学
- 佐賀大学
- 西九州大学
- 九州龍谷短期大学
- 西九州大学短期大学部
- 佐賀女子短期大学
- 放送大学 佐賀学習センター